# Аспарух Темелков
Аспарух Александров Темелков е български актьор, народен артист.
Роден е в град Бяла, Варненско на 21 март 1896 г. Умира на 20 март 1964 г. София.
Работил в Пловдивския общински театър, Хасковския градски театър и Варненски общински театър.
Бил е директор и режисьор на „Софийски градски театър“, а също и на Народния театър (1954 – 1957).
Ръководител е на самодейна театрална група при МВР.

## Награди и отличия
- Заслужил артист
- Народен артист (1963)

## Театрални роли
- „Към пропаст“ (Иван Вазов) – Драган
- „Иванко“ (Васил Друмев) – Исак
- „Змейова сватба“ (П. Ю. Тодоров) – Любен
- „Майстори“ (Рачо Стоянов) – Найден

## Филмография
| Година | Филми                              | Копродукции        | Роля                    |
| ------ | ---------------------------------- | ------------------ | ----------------------- |
| 1954   | Героите на Шипка – („Герои Шипки“) | СССР / България    |                         |
| 1954   | Септемврийци                       |                    | Георги Димитров         |
| 1952   | Данка                              |                    | Хаджиаргиров            |
| 1950   | Калин Орелът                       |                    | кръчмарят               |
| 1945   | Ще дойдат нови дни                 |                    | кръчмарят Нако          |
| 1943   | Ива Самодива – (незавършен)        | България / Унгария | Григор                  |
| 1942   | Стойне у костенурка                |                    | Стойне, синът на Рангел |
| 1940   | Те победиха                        |                    | Антон                   |
| 1939   | Настрадин Ходжа и Хитър Петър      |                    | тъстът на Хитър Петър   |
| 1936   | Грамада                            |                    | Ганчо                   |